# Перекладач
Перекладáч — людина, що виконує (у тому числі професійно) переклад. Як мовний посередник, перекладач може здійснювати не тільки переклад, а і різні види адаптивного транскодування.
Найчастіше перекладачі здійснюють усний чи письмовий переклад, або ж поєднують ці види діяльності. Окремим випадком є синхронний переклад.
Перекладачі із кінця XX століття мають можливість для підвищення продуктивності користуватися електронними системами автоматизованого і автоматичного перекладу, редагуючи видані комп'ютерними програмами результати.

## Правове визначення терміна «перекладач»
Визначення терміна «перекладач» подано у Цивільному процесуальному кодексі України та у Кодексі адміністративного судочинства України:
Перекладачем може бути особа, яка вільно володіє мовою, якою здійснюється судочинство, та іншою мовою, знання якої необхідне для усного чи письмового перекладу з однієї мови на іншу, а також особа, яка володіє технікою спілкування з глухими, німими чи глухонімими.

## Історія

### Близький Схід
Традиції перекладу матеріалів з мов стародавніх Єгипту, Месопотамії, Ассирії (Сирійська мова), Анатолії та Ізраїлю (Іврит) налічують кілька тисячоліть. Існують часткові переклади шумерського Епосу про Гільгамеша на мови Південно-Західної Азії.
Раннім прикладом двомовного документа є Кадешський договір 1274 року до н. е. між Стародавнім Єгипетом та Хетською імперією.
Вавилоняни були першими, хто визнав переклад як професію..
Перші переклади грецьких і коптських текстів арабською мовою, опосередковано з сирійських перекладів,, схоже, були здійснені ще наприкінці сьомого століття н.е..
Другий аббасидський халіф фінансував бюро перекладів у Багдаді у восьмому столітті..
Байт аль-Хікма, знаменита бібліотека в Багдаді, була щедро обдарована книгами, її колекція включала книги багатьма мовами, і вона стала провідним центром перекладу творів античності арабською мовою, з власним відділом перекладів..
Переклади на європейські мови з арабських версій втрачених грецьких і римських текстів почалися в середині одинадцятого століття, коли переваги, які можна було отримати від знання арабів класичних текстів, були визнані європейськими вченими, особливо після заснування Толедської школи перекладачів в Іспанії.
«Dictes or Sayengis of the Philosophres« (»Висловлювання філософів», 1477) Вільяма Кекстона був перекладом англійською мовою єгипетського тексту одинадцятого століття, який потрапив до англійської мови через переклад на латину, а потім на французьку.
Переклад іноземних творів для публікації арабською мовою відродився зі створенням Мадрасат аль-Алсун (Школа мов) в Єгипті в 1813 р..

### Стародавній Єгипет
Поява перших перекладачів сягає давніх часів, яку більшість науковців пов'язує з контактами між племенами. Спочатку переклади мали усний характер, а писемні з'являються в Давньому Єгипті (3-тє тисячоліття до н. е.), де першим перекладачем був Анхурмес.
Перекладачі займали особливу професійну нішу, вони вважалися обслуговчим персоналом та їх зневажали через знання «варварської» мови. Працювали в канцеляріях фараона і храмах.
Справжнього розквіту перекладацька діяльність зазнала за часів правління Рамзеса ІІ, де особливо популярними були переклади дипломатичних текстів.

### Стародавній Рим
Першим римським перекладачем є сенатор Гай Ацилій, який спеціалізувався на політичних промовах. Писемні переклади першим здійснював Люцій Лівій Андронік. Його найвідомішою працею є переклад «Одіссеї» Гомера латинською мовою. Він не тільки перекладав тексти з однієї мови на іншу, а й адаптував їх відповідно до потреб читача. Цей факт свідчить про появу адаптованого перекладу.

### Середньовіччя
У давнину ще не існувало певних вимог щодо перекладу та перекладачів, тому опрацювання текстів було довільним. Значного розвитку перекладацька діяльність досягає в Середньовіччі. Перекладачі зосереджувались в монастирях для перекладу релігійних текстів, переважно з Біблії. До їх роботи починають висуватися вимоги, оскільки важливим було максимально точно, без спотворень, перекласти текст. Також здійснювався адаптований переклад, з творів часто вилучались невідомі слова, або ж їх замінювали зрозумілішими. Перекладачі під час роботи з текстом користувалися транскрипціями.
В епоху Середньовіччя перекладаються й літературні тексти, але їх частка незначна. Відомими тогочасними перекладачами були Огієн, Ієронім Стридонський, Ноткер Губастий та ін.

### Відродження
В епоху Відродження зі збільшенням кількості перекладів з'являються університети, де готуються перші перекладачі.

### Київська держава
Мистецтво перекладу відомо і в Русі, де перекладались біблійні та богослужбові книги, твори церковних діячів, патерики, хроніки, наприклад, «Хроніки Георгія Амартола», «Хроніки Іоана Малади» тощо.

У «Повісті временних літ» зазначалося, що важливий внесок у розвиток перекладу зробив Ярослав Мудрий. Дослідник Нелюбин Л. Л. у книзі «Наука о переводе» наводить цитату з цього літопису:
Ярослав собра писце многы и перекладаша от грек на словенское письмо, несея книжными словесы сырдца верных людий.
При дворі Ярослава Мудрого заснована школа переписувачів книг з різних мов. До Києва були запрошені знавці різних мов, які ставали викладачами школи.
З поширенням друкарства на території України, значна кількість літератури перекладається не лише в монастирях, а й в університетах. При університеті Св. Володимира вченими організовано гурток, який забезпечував друкарів перекладами богословських і навчальних текстів.
Перекладацькою діяльністю займались і такі письменники як Іван Франко, який переклав «Мертві душі» Гоголя, Леся Українка, яка працювала над перекладом поетичних творів Сходу. Максим Рильський здійснив переклад «Євгенія Онєґіна» Пушкіна, який вважається найкращим.
У 20—30-х рр. XIX століття українські поети-романтики започатковують школу перекладу.
30 вересня — Міжнародний день перекладача.

### Азійська традиція

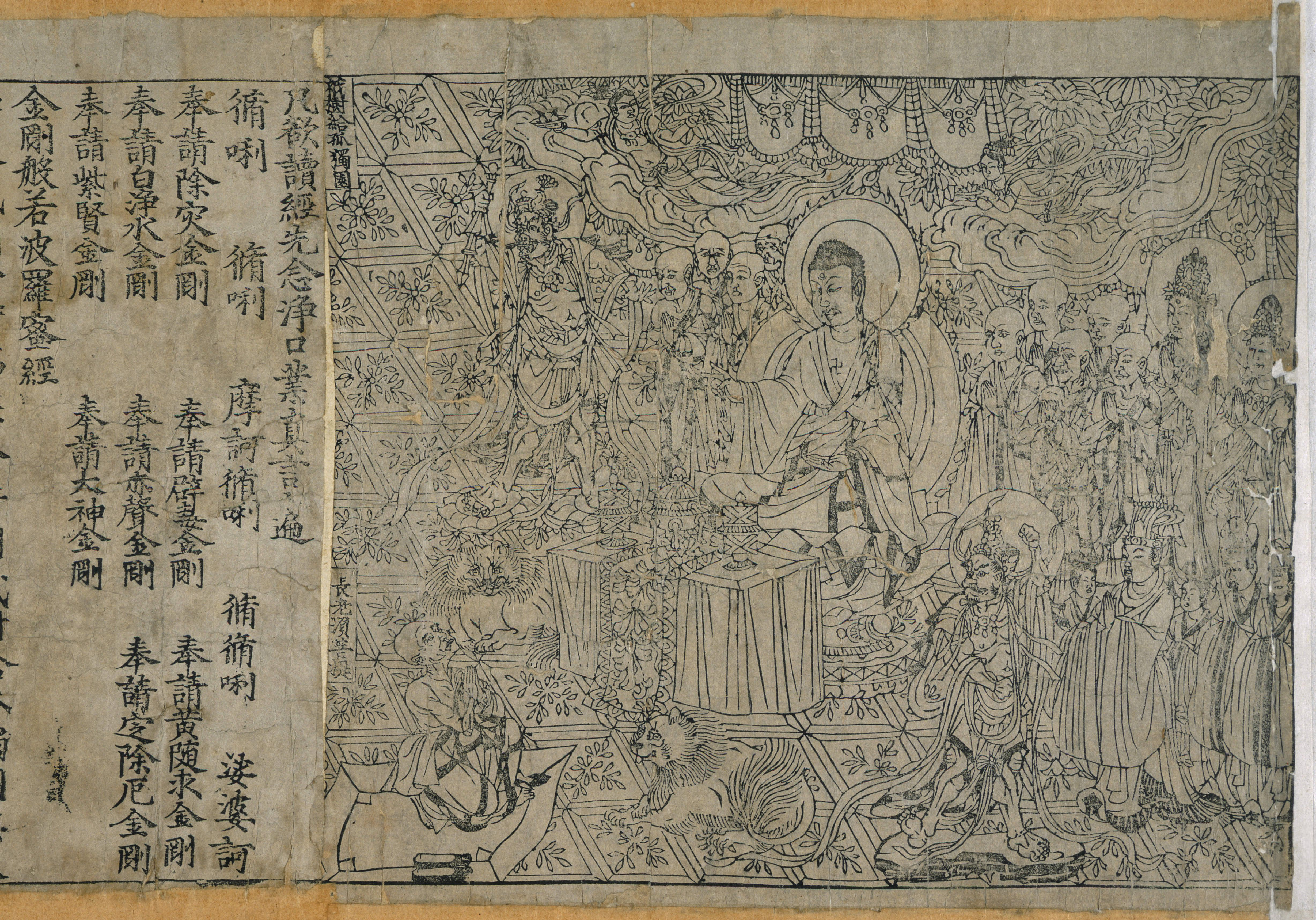
Буддійська Діамантова сутра, перекладена на китайську Кумараджива - найдавніша з відомих датованих друкованих книг у світі (868 р. н. е.)

Південна, Південно-Східна та Східна Азія мають окремі традиція перекладу (передусім текстів цивілізацій Індії та Китаю), пов'язана передусім з перекладом релігійних, зокрема буддитських, текстів, а також з управління Китайської імперії. Класичний індійський переклад характеризується вільною адаптацією, а не більш точним перекладом, який частіше зустрічається в Європі; а Китайська теорія перекладу визначає різні критерії та обмеження в перекладі.
У східноазійській сфері китайського культурного впливу більш важливим, ніж переклад «як такий», було використання та читання китайських текстів, які також мали значний вплив на японську, корейську та в'єтнамську мови, зі значними запозиченнями китайської лексики та системою письма. Варто відзначити японський канбун, систему для глосування китайських текстів для носіїв японської мови.
Хоча індійські держави Південно-Східної Азії часто перекладали санскрит на місцеві мови, грамотні еліти та книжники частіше використовували санскрит як основну мову культури та управління.

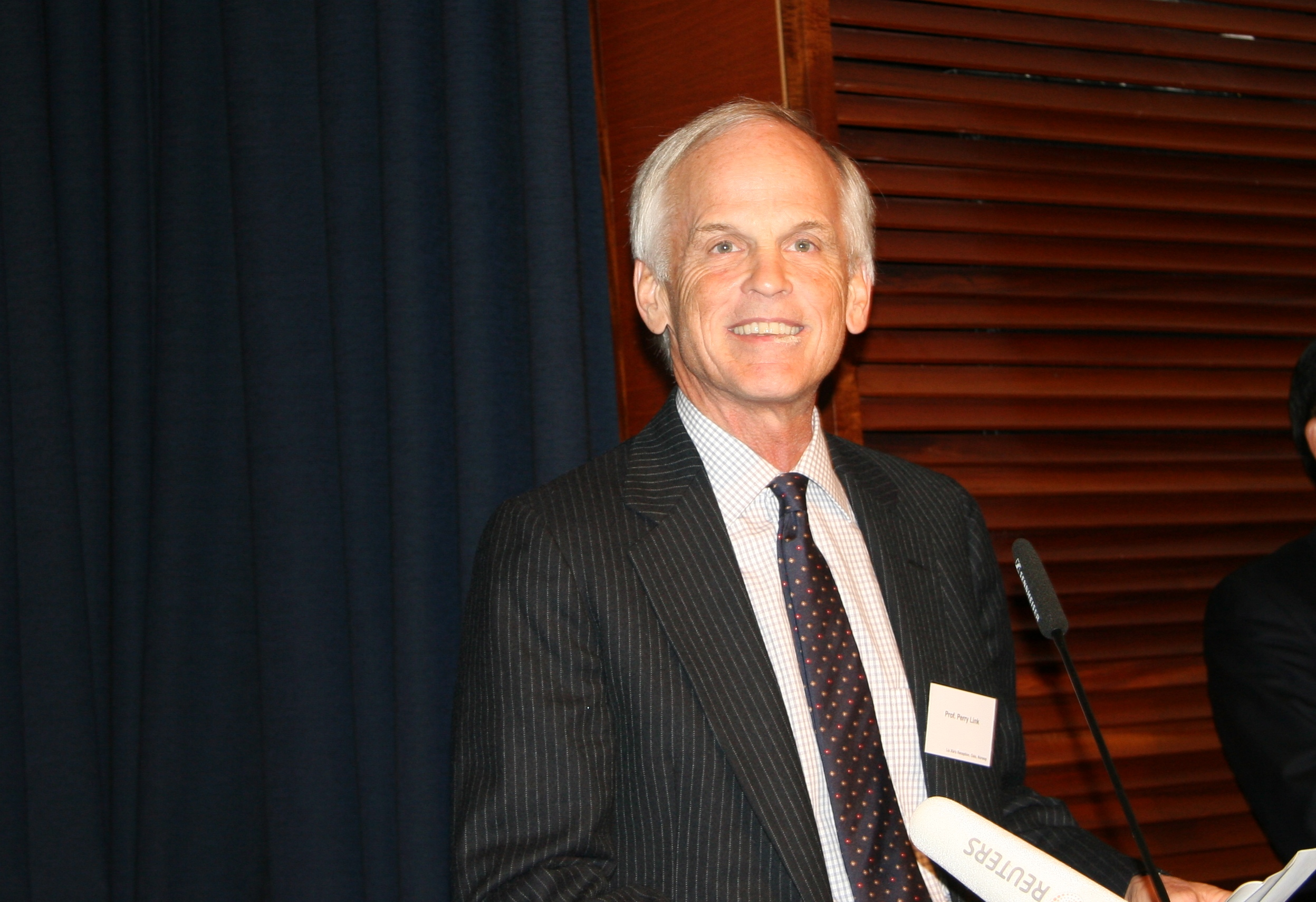
Перрі Лінк

Деякі особливі аспекти перекладу з китайськаої проілюстровано в обговоренні Перрі Лінком перекладу твору поета династї Тан Wang Wei (699-759 рр. н. е.). .
Дещо з мистецтва класичної Китайської поезії [пише Лінк] має бути просто відкинута як неперекладене. Внутрішня структура китайських ієрогліфів має власну красу, а каліграфія, якою були написані класичні вірші, є ще одним важливим, але неперекладним виміром. Оскільки китайські ієрогліфи не варіюються за довжиною, і оскільки у вірші, подібному до того, який Еліот Вайнбергер обговорює в «19 способів поглянути на Ван Вей» (з додатковими способами)"], є рівно п'ять ієрогліфів у рядку, ще однією неперекладною особливістю є те, що написаний результат, вивішений на стіні, представляє собою прямокутник. Перекладачі на мови з різною довжиною слів можуть відтворити такий ефект лише з ризиком фатальної незручності.....

Ще одна незбагненна проблема - як імітувати ритм 1-2, 1-2-3 , в якому зазвичай читаються п'ятискладові рядки в класичних китайських віршах. Китайські ієрогліфи вимовляються по одному складу, тому відтворити такі ритми китайською мовою не складно, а результат ненав'язливий; але будь-яка імітація західною мовою майже неминуче буде незграбною і відволікаючою. Ще менше піддаються перекладу схеми розташування тону у класичній китайській поезії. Кожен склад (ієрогліф) належить до однієї з двох категорій, що визначаються висотний контур, в якому він читається; у класичному китайському вірші моделі чергування двох категорій демонструють паралелізм і дзеркальне відображення. 
Після того, як неперекладні твори відкладено вбік, перед перекладачем, особливо китайської поезії, постають дві проблеми: Що, на думку перекладача, говорить поетичний рядок? І як тільки він думає, що розуміє його, як він може передати його цільовою мовою? Найбільше труднощів, за словами Лінка, виникає при вирішенні другої проблеми, «де неможливість досконалих відповідей породжує нескінченні дебати». Майже завжди в центрі стоїть дилема «буква проти духу». Буквалісти докладають зусиль, щоб препарувати кожну мислиму деталь мови оригінального китайського вірша. "Розтин, однак, - пише Лінк, - зазвичай робить з мистецтвом вірша приблизно те саме, що скальпель викладача анатомія робить з життям жаби.".
Китайські ієрогліфи, уникаючи граматичної специфіки, пропонують переваги для поетів (і, водночас, виклики для перекладачів поезії), які пов'язані насамперед з відсутністю підмета, числа та часу.
У класичній китайській поезії і навіть у сучасній китайській прозі зазвичай опускають підмети; читач або слухач має сам здогадатися про підмет. Однак граматики деяких західних мов вимагають вказівки підмета (хоча це часто обходиться через використання пасивної або безособової конструкції). Більшість перекладачів, зазначених в книзі Еліота Вайнбергера 19 Ways of Looking at Wang Wei (19 способів дивитися на Ван Вея), додають підмет. Однак Вайнбергер зауважує, що коли вставляється "я" як підмет, то виникає "керуючий індивідуальний розум поета", який руйнує ефект китайського рядка. Без підмета, пише він, "досвід стає одночасно універсальним і безпосереднім для читача". Іншим підходом до безпідметності є використання пасивного стану в мові перекладу; однак і це знову занадто конкретизує досвід.
У китайській мові іменники не мають числа. "Якщо, — пише Лінк, — ви хочете говорити китайською про одну троянду, то ви можете, але тоді використовується "лічильне слово", щоб сказати "одна квітка-трояндність".
Китайські дієслова не мають часу: є кілька способів вказати, коли щось сталося або станеться, але час дієслова не є одним із них. Для поетів це створює велику перевагу двозначності. Згідно з Лінком, прозорливість Вайнбергера щодо безпідметності — що це створює ефект "одночасно універсальний і безпосередній" — застосовується також до безчасовості.
Лінк пропонує певний принцип невизначеності, який може бути застосовний не тільки до перекладу з китайської мови, а й до будь-якого перекладу:
Дилеми щодо перекладу не мають остаточних правильних відповідей (хоча можуть бути однозначно неправильні, якщо є помилкове розуміння оригіналу). Будь-який переклад (крім машинного перекладу, який є окремим випадком) повинен проходити через розум перекладача, і цей розум неминуче містить власний набір сприйнять, спогадів і цінностей.

Вайнбергер [...] просуває цю прозорливість далі, коли пише, що "кожне прочитання кожного вірша, незалежно від мови, є актом перекладу: перекладом у інтелектуальне і емоційне життя читача". Потім він йде ще далі: оскільки розумове життя читача змінюється з часом, є сенс, у якому "той самий вірш не може бути прочитаний двічі".

## Відомі перекладачі
Див. також Категорія:Перекладознавці, Категорія:Перекладачі,
Категорія:Українські перекладачі, Категорія:Перекладачі на українську, Категорія:Перекладачі СРСР.
- Святий Єронім — християнський теолог, знаний як перекладач тексту Біблії з грецької на латинську мову; його переклад Вульгата (лат. Vulgata) і до сьогодні є офіційним біблійним текстом Римо-католицької церкви.
- Юджин Найда (англ. Eugene Albert Nida; 1914 — 2011) — теоретик перекладу, засновник теорії динамічної еквівалентності (англ. dynamic equivalence) перекладу Біблії.

### Українські
- Микола Лукаш — український перекладач.
- Максим Рильський — український радянський поет, письменник і перекладач, перекладав із 30 мов світу.
- Павло Тичина — український радянський поет, письменник і перекладач.
- Юрій Покальчук — український перекладач.
- Агатангел Кримський — український перекладач-поліглот, знав до 100 мов.
- Білецький Андрій — український мовознавець, перекладач-поліглот, знав до 100 мов.